# Francisco Rege Corvalán
Francisco Rege Corvalán fue Gobernador del Paraguay entre 1671 a 1675 y por segunda vez de 1676 a 1681. Durante su gobierno, los guaycurú asolaron los territorios de la provincia y cercaron Villarrica. La Audiencia de La Plata envió a don Juan Arias de Saavedra para inspeccionar. Apresó a Rege y lo envió a la Audiencia de Charcas.
| Predecesor: Juan Diez de Andino | Gobernador del Paraguay 1671 - 1675 | Sucesor: Cabildo de Asunción |
| Predecesor: Cabildo de Asunción | Gobernador del Paraguay 1676 - 1681 | Sucesor: Juan Diez de Andino |